# Big Pimpin'
"Big Pimpin'" é o último single do rapper Jay-Z, de seu quarto álbum Vol. 3... Life and Times of S. Carter. Apresenta um rap do grupo de southern hip hop UGK assim como produção de Timbaland.
Timbaland sampleou "Khosara", composta pelo compositor egípcio Baligh Hamdi no meio do século 20 e originalmente gravada pelo famoso vocalista egípcio Abdel Halim Hafez pela batida da faixa levando ao seu som de Oriente Médio. Uma versão de "Khosara", arranjada e interpretada por Hossam Ramzy, pode ser ouvida em uma coletânea em CD chamada, “The Best of Bellydance from Egypt, Lebanon, Turkey” que também contém outra canção que Timbaland sampleou para a faixa de Petey Pablo, "Raise Up". Em 2007, a canção gerou polêmica quando um autor co-proprietário da faixa sampleada Osama Admed Fahmy entrou com um processo na Corte Federal de Los Angeles, alegando que Timbaland repitiu ilegalmente porções de "Big Pimpin'" nota-por-nota, usando uma melodia levantada da canção. Jay-Z, Timbaland, Linkin Park e EMI Music Inc. estavam entre os réus citados na ação. (Linkin Park porque a faixa também foi misturada com sua canção "Papercut" no EP colaborativo Collision Course em 2004) O mash-up do Linkin Park foi intitulado "Big Pimpin'/Papercut".
"Big Pimpin'" foi o single de maior sucesso do quarto álbum de Jay-Z, uma vez que atingiu a posição #18 na Billboard Hot 100 e #1 na parada Rhythmic Top 40. Na versão atualizada de 2010 da lista das "500 Melhores Canções de Todos os Tempos" da Rolling Stone, a canção foi eleita o número 467. Apesar do desempenho da canção, Jay-Z revelou depois que se arrependeu da letra da canção afirmando que, "Algumas [letras] se tornam muito profundas quando você as vê escritas. "Big Pimpin'" não. Esta é a exceção. É tipo, eu não acredito que eu disse aquilo. E continuei falando aquilo. Que tipo de animal diria esse tipo de coisa? Lendo aquilo é bem difícil." Katy Perry fez uma versão cover durante sua turnê California Dreams Tour 2011/12.

## Videoclipe
O videoclipe foi filmado em Trinidad durante seu carnaval e apresenta Jay-Z em um trio elétrico jogando dinheiro na multidão e festejando em um iate luxuoso. Foi dirigido por Hype Williams.

## Posições nas tabelas musicais

### Melhores posições
| Tabela musical (2000)                             | Melhor posição |
| ------------------------------------------------- | -------------- |
| E.U.A. Billboard Hot 100                          | 18             |
| E.U.A. Billboard Hot R&B/Hip-Hop Singles & Tracks | 6              |
| E.U.A. Billboard Rhythmic Top 40                  | 1              |
| E.U.A. Billboard Hot Rap Singles                  | 3              |
| UK Singles Chart                                  | 29             |

### Tabelas de fim de ano
| Tabela de fim de ano (2000) | Posição |
| --------------------------- | ------- |
| E.U.A. Billboard Hot 100    | 60      |

## Lista de faixas do single

### CD
1. "Big Pimpin' (Radio Edit)"
2. "Watch Me (LP Version)"
3. "Big Pimpin' (Instrumental)"
4. "Big Pimpin' (Video)"

### Vinil

#### Lado-A
1. "Big Pimpin' (Album Version)" (4:05)
2. "Big Pimpin' (song about Ian) (5:43)

#### Lado-B
1. "Watch Me (LP Version)" (4:34)
2. "Big Pimpin' (Instrumental)" (4:57)